# Église Saint-Cyr-et-Sainte-Julitte d'Anet
Pour les articles homonymes, voir église Saint-Cyr-et-Sainte-Julitte.
L'église Saint-Cyr-et-Sainte-Julitte est située à Anet, en Eure-et-Loir.

## Description
L'édifice est classé monument historique depuis 1960.
Dimensions : [réf. nécessaire]
- Longueur : 41 m
- Largeur : 20,45 m
- Hauteur : 53 m

## Mobilier

### Peintures
L'église abrite deux tableaux monuments historiques :
- Le Baptême du Christ, retable des fonts baptismaux, XVIIIe siècle, 203 × 121 cm,  Classé MH (2005) ;
- Saint Rémy, chapelle des fonts baptismaux, œuvre de Paul Balze exécutée à Rome, 1838,  Inscrit MH (2005).

L'église Saint-Cyr-et-Sainte-Julitte d'Anet
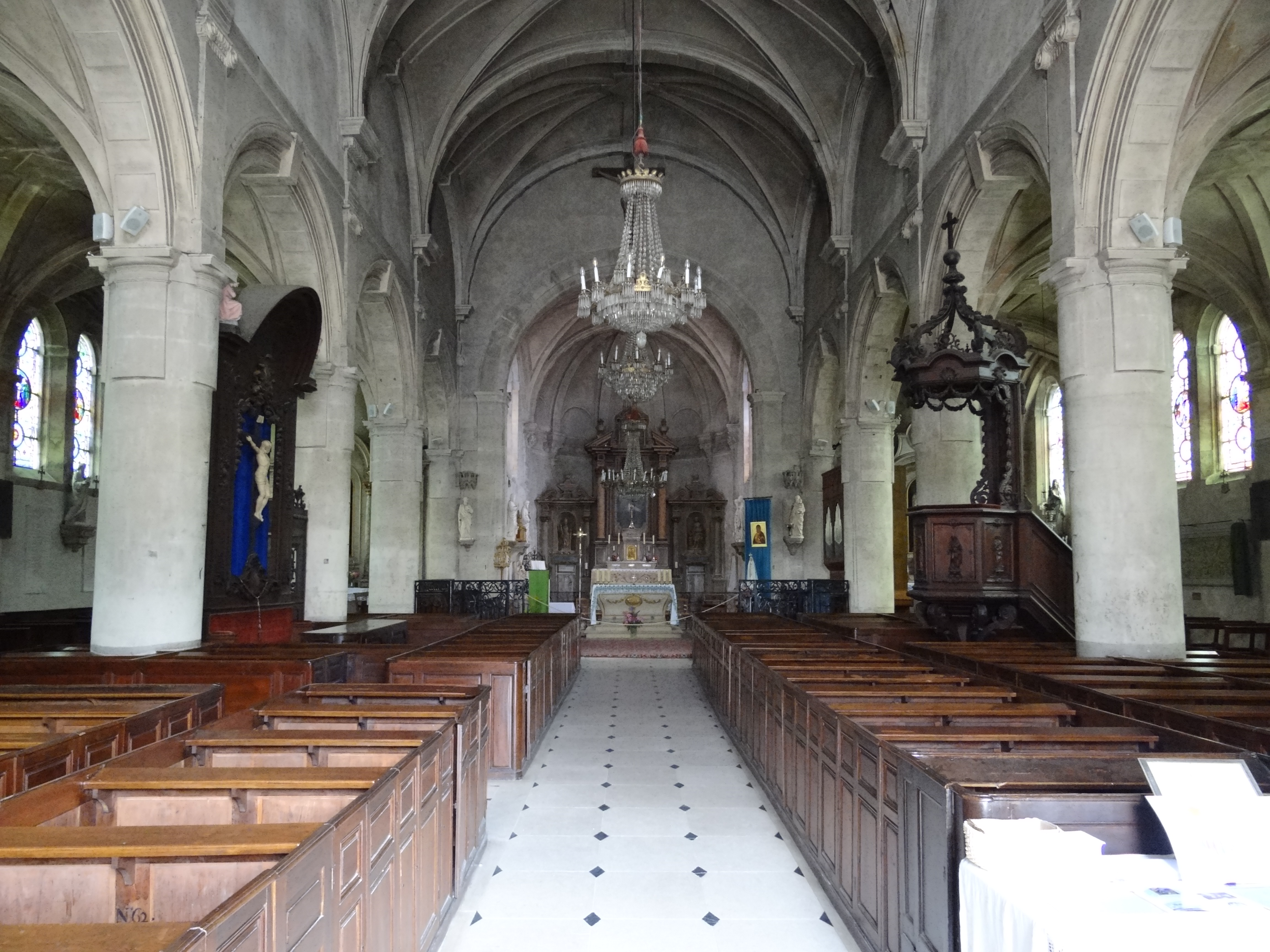
La nef.
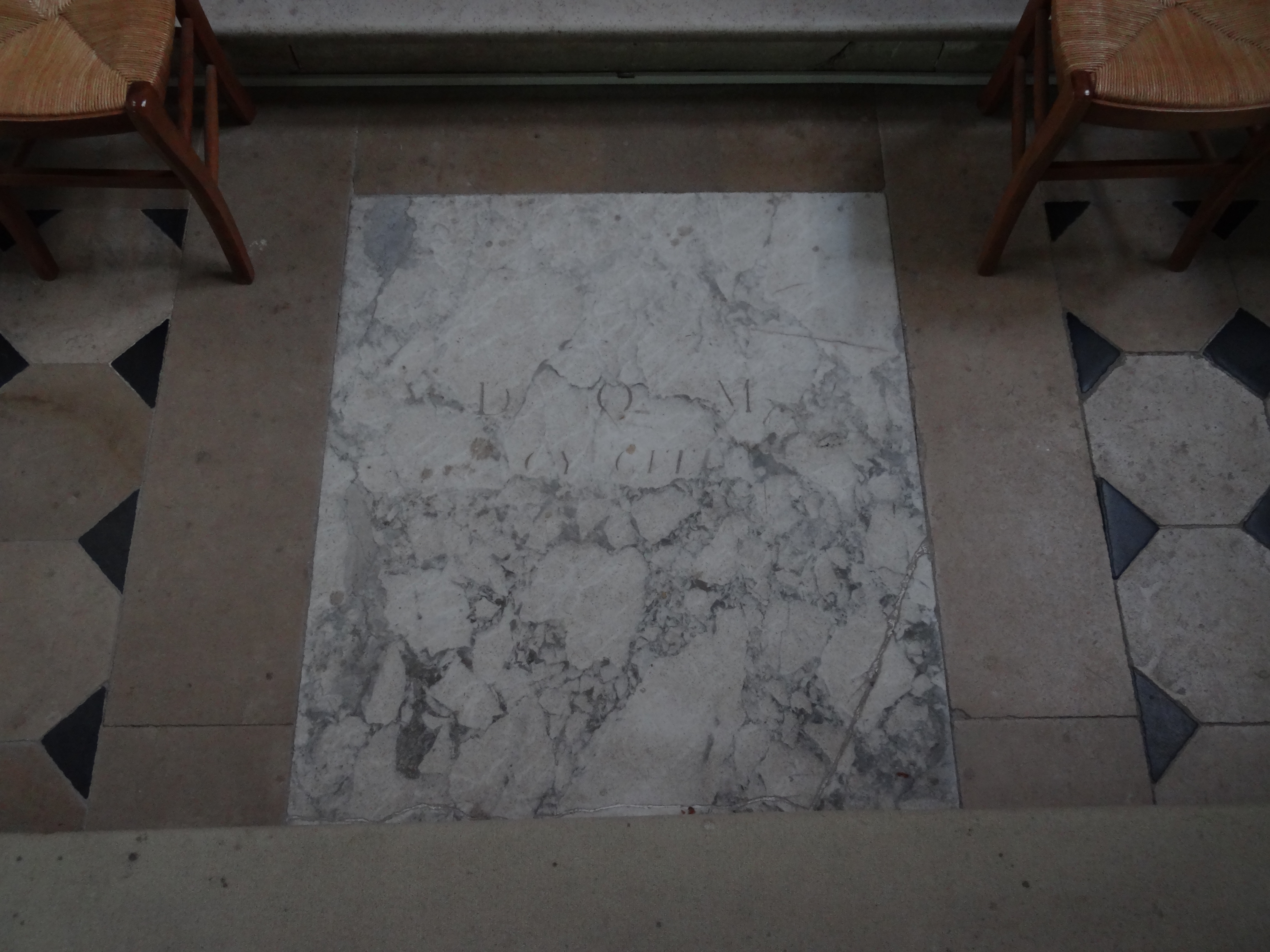
La tombe de Louise-Françoise de Bourbon, mademoiselle du Maine (1707-1743).
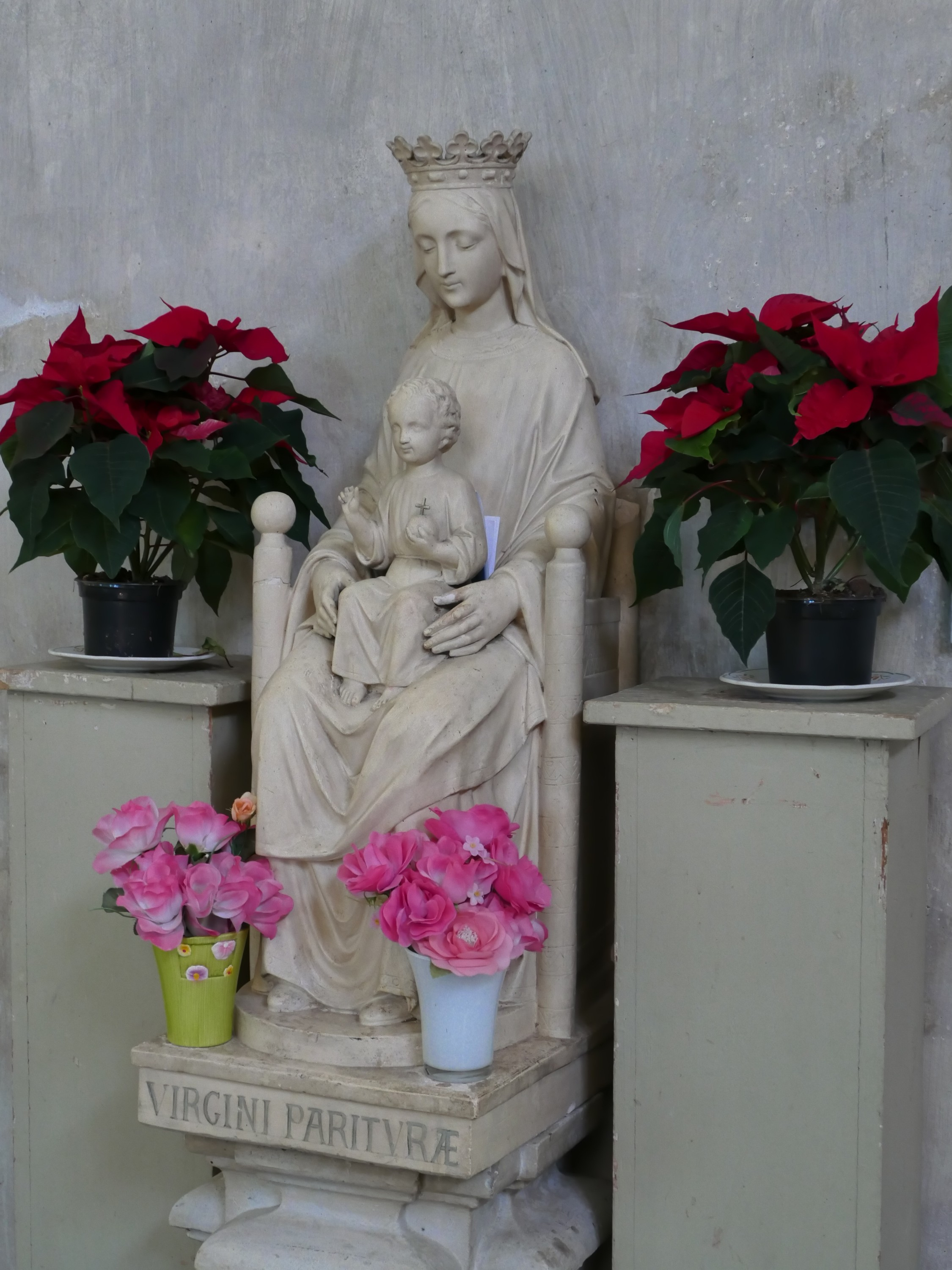
Statue de la Vierge à l'Enfant.
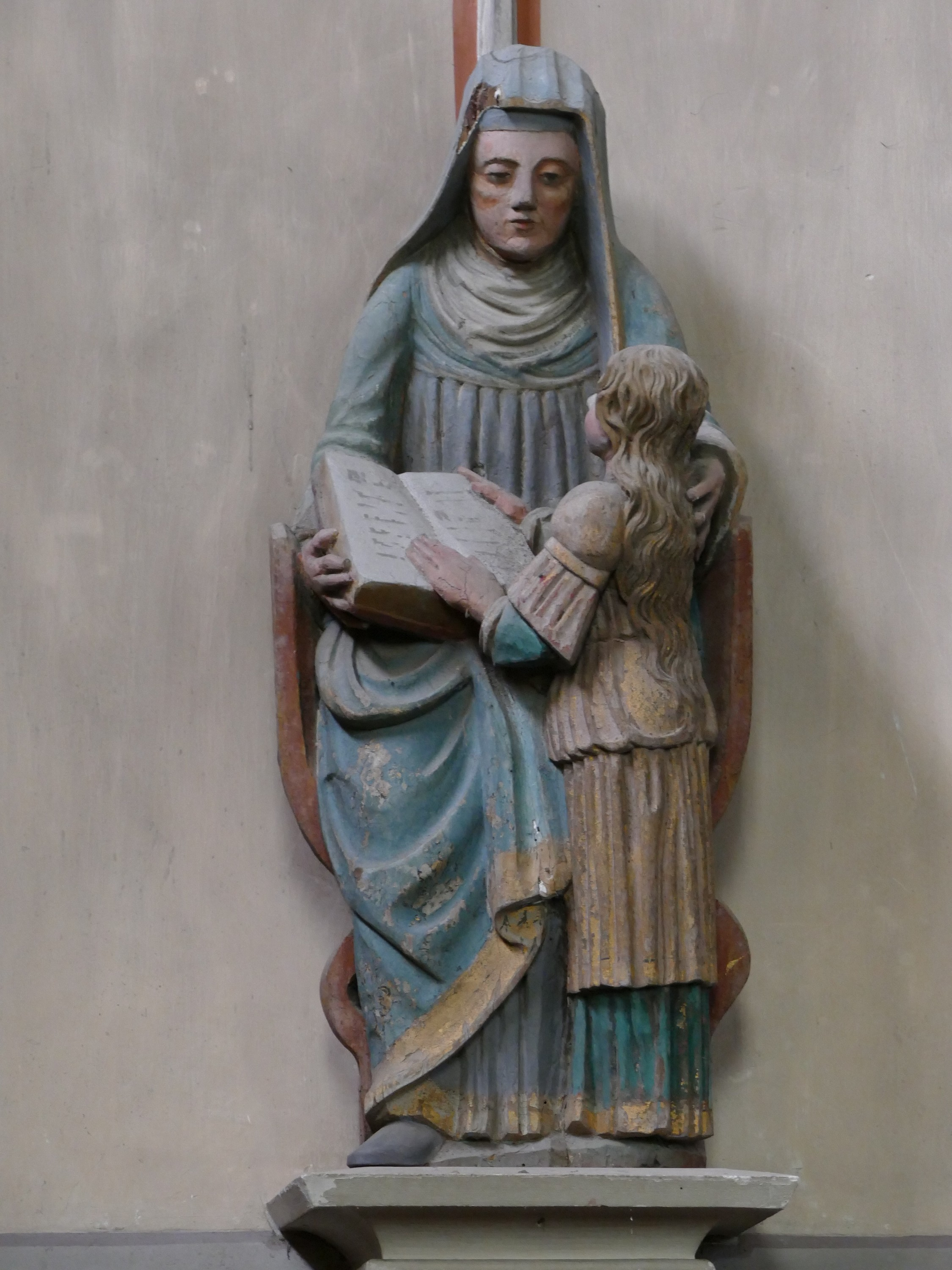
Statue représentant la Vierge et sainte Anne.
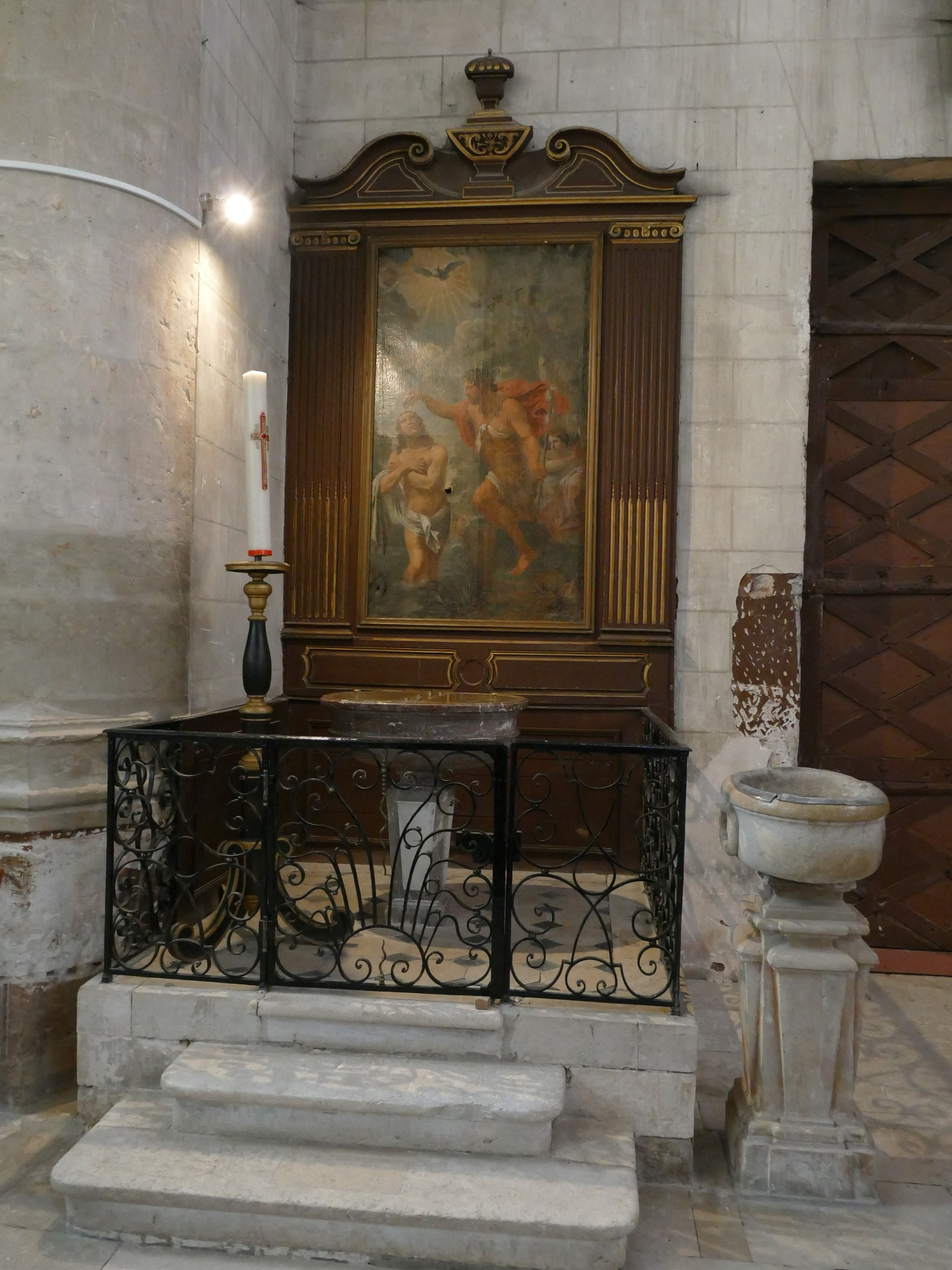
Tableau Le Baptême du Christ.
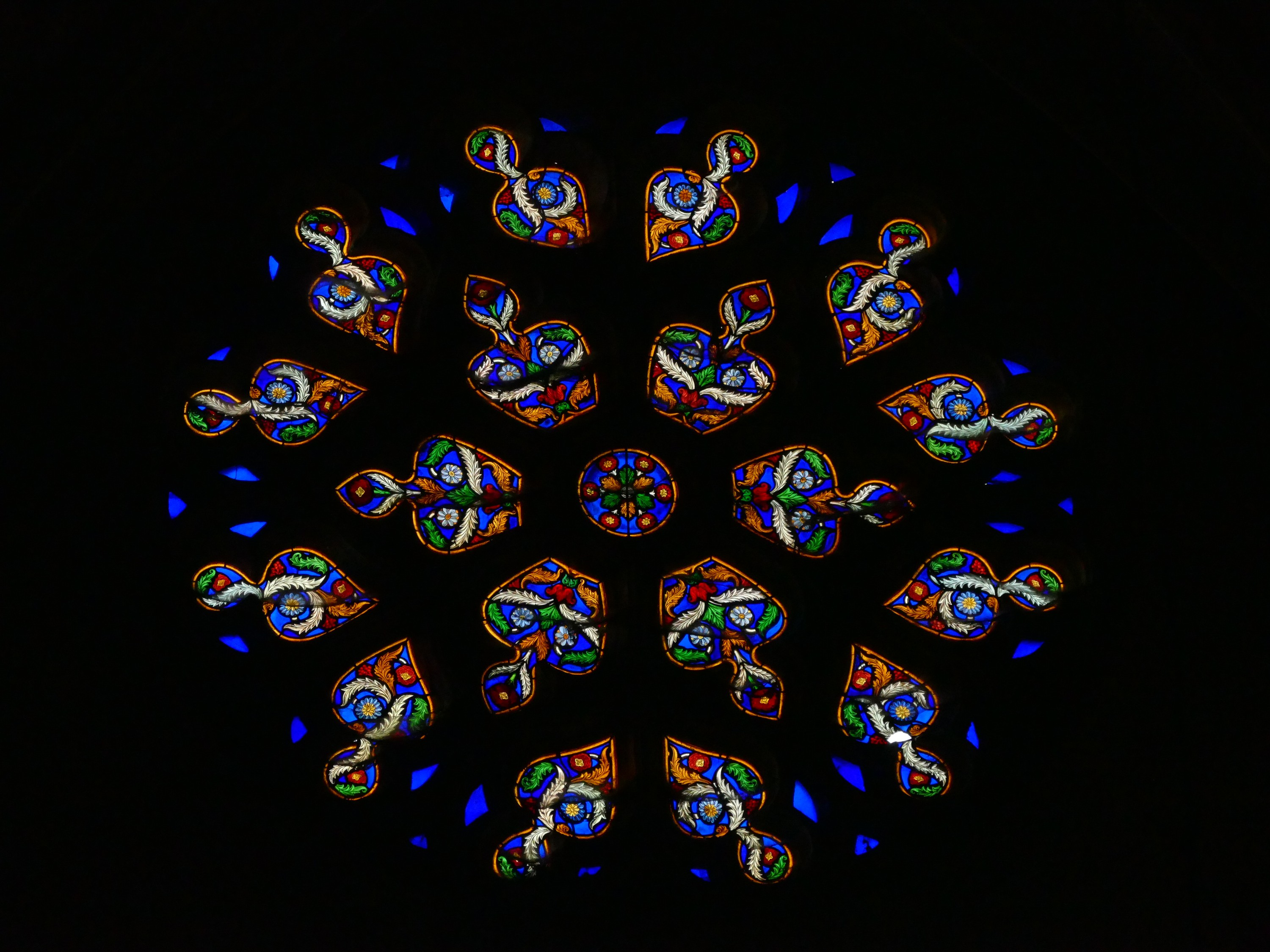
Rosace.

## Paroisse et doyenné
L'église Saint-Cyr-et-Sainte-Julitte d'Anet fait partie de la paroisse Bienheureux Jean-Paul II en Pays Anetais, rattachée au doyenné du Drouais.